# 香川県道154号久保谷塩江線
香川県道154号久保谷塩江線（かがわけんどう154ごう くぼたにしおのえせん）は、香川県仲多度郡まんのう町から高松市に至る一般県道である。

## 概要
まんのう町の区間は国道438号の三頭トンネルが開通するまでは国道438号の本線であった。

### 路線データ
- 起点：仲多度郡まんのう町川東（国道438号交点）
- 終点：高松市塩江町上西甲（徳島県道・香川県道7号美馬塩江線交点）
- 総延長：11.191 km

## 地理

### 通過する自治体
- 仲多度郡まんのう町
- 高松市

### 交差する道路
| 交差する道路                    | 市町村名 | 市町村名   | 交差する場所 | 交差する場所 |
| ------------------------------- | -------- | ---------- | ------------ | ------------ |
| 国道438号                       | 仲多度郡 | まんのう町 | 川東         | 起点         |
| 未供用区間（2.35 km）           |          |            |              |              |
| 徳島県道・香川県道7号美馬塩江線 | 高松市   | 高松市     | 塩江町上西甲 | 終点         |

### 沿線
- 浅木原の庚申塔